# Gustav Halm
Gustav Hubert Halm (Pseudonym: Gehaha; * 16. Juli 1889 in Köln; † 2. Februar 1948 ebenda) war ein deutscher Schriftsteller.

## Leben
Gustav Halm war ursprünglich Bank-Archivar; später lebte er als freier Schriftsteller in Köln. 1912/13 war er Herausgeber der Kulturzeitschrift „Das neue Leben“. Er gehörte dem Kreis Kölner Künstler an. Gustav Halms Werk umfasst Erzählungen, Märchen, Laienspiele, Schwänke und Hörspiele.
In Köln-Ehrenfeld ist die Halmstraße nach ihm benannt.

## Werke
- Der Fangball und andere Märchen, Cöln 1913
- Unter dem Halbmond im Weltkrieg, M.Gladbach 1917
- Vom lieben Gott, dem Teufel und der übrigen bösen Welt, Köln 1921
- Der Zauberhandschuh, Köln 1922
- Der Spitzbub in der Jungmühle und andere Märchen für kleine und große Leute, Gladbach-Rheydt 1929
- Die Ritter auf der Seifenblase, Paderborn 1930
- Das Spiel vom Eulenspiegel, Hamburg 1933
- Das klagende Lied, München 1934
- Pegasus in der Wohnküche, München 1934
- Zwischen zwei Übeln, München 1934
- Die ewige Bürde, Berlin 1935
- Der Läufer von Glarus, Leipzig 1935
- Backenzahn und Pfannekurchen, München 1936
- Litangs Opfer, München 1936
- Geld vom Himmel, München 1937
- Kasperl in der Jungmühle, München 1939
- Die ungleichen Brüder, Saarlautern 1941
- Das Buch vom Narren Yü-Pei, Köln [u. a.] 1959

## Herausgeberschaft
- Karl Adrian: Avalun, Bonn 1924 (herausgegeben zusammen mit Fritz Klopp und Carl Picht)